# Kościół św. Barbary w Polkowicach
Kościół świętej Barbary – rzymskokatolicki kościół pomocniczy należący do parafii św. Michała Archanioła w Polkowicach.

## Historia
Jest to dawny kościół ewangelicki wybudowany w latach 1746-1747. Latem 1828 roku zostały zakończone prace nad budową wieży. W tym czasie zostały zawieszone na niej trzy dzwony, ufundowane przez Johannesa Reichego, ojca ówczesnego pastora polkowickiego. Dzwony służyły wiernym do 1917 roku, kiedy to zdecydowano, że zostaną przetopione na cele zbrojeniowe. Jedynie najmniejszy z nich pozostał na wieży.
Po II Wojnie światowej świątynia ulegała stopniowej dewastacji. W połowie 1949 roku drzwi tej budowli zostały zamknięte i otworzono je dopiero w latach sześćdziesiątych XX wieku, aby w jej wnętrzu urządzić sprzedaż mebli, którą prowadziła Gminna Spółdzielnia „Samopomoc Chłopska” w Polkowicach. Budynek nie posiadał już wtedy wyposażenia. Ławki zostały zabrane przez miejscowe kino, a organy z XIX wieku zostały rozkradzione i zniszczone, a ówczesne władze Polkowic nie zadbały o ochronę obiektu. Doszło nawet do takiej sytuacji, że w dniu 25 czerwca 1968 roku we wczesnych godzinach porannych została rozebrana część dachu świątyni. Tylko dzięki natychmiastowej interwencji ówczesnego proboszcza rzymsko-katolickiego Aleksandra Matyki i dzięki staraniom Kurii Arcybiskupiej we Wrocławiu udało się powstrzymać dalszą rozbiórkę budowli. Pomimo usilnych starań ze strony hierarchii kościoła rzymsko-katolickiego, nie udało się uzyskać pozwolenia na przekazanie zdewastowanego kościoła dla potrzeb parafii. 
Proboszcz Aleksander Matyka opuścił parafię w 1973 roku. Starania o pozyskanie dawnego kościoła ewangelickiego odniosły pozytywny skutek. Uchwałą Rady Ministrów z dnia 31 grudnia 1973 roku został on przekazany parafii rzymskokatolickiej św. Michała. W latach 1975 – 1979 dzięki ofiarom wiernych kościół został odbudowany i oddany do użytku parafian. W dniu 9 grudnia 1979 roku ksiądz biskup Adam Dyczkowski z Wrocławia ponownie poświęcił budynek. Jego patronką została wybrana św. Barbara